# 1000 (số)
1000 (một nghìn, hay một ngàn) là một số tự nhiên ngay sau 999 và ngay trước 1001.